# Brasão de Codó
O brasão da cidade de Codó é o símbolo de Codó, município do estado do Maranhão, Brasil.

## História
O artigo 9º da Lei Orgânica Municipal estabelece que são símbolos do município a Bandeira, o Brasão e o Hino. Tendo como autor dos desenhos o professor Raimundo Nonato de Sousa (Dinaná).

### Até 1970
Até 1970 o município não tinha uma bandeira e brasão definidos. A primeira versão foi criado em 16 de abril de 1970, ano em que o município completava seus 75 anos de existência e emancipação política. Tendo como autora, a professora Luiza D'ally Alencar de Oliveira (Professora Luizinha), que na época ocupava o cargo de Secretária Municipal de Educação.
Na primeira versão, havia o cruzeiro, que é símbolo do cinquentenário de Codó (erguido na praça da liberdade por ocasião do primeiro congresso eucarístico ocorrido no município). Havia também a representação das palmeiras de coco babaçu e do arroz.

## Descrição
O símbolo é formado por um escudo dividido em quatro partes, onde na parte superior esquerda, encontram-se as cinco torres do Castelo do Rei de França, Luis XIII. Superior direita a cruz vermelha de malta, simbolizando o cristianismo no município, com a chegada dos missionários jesuítas. Na parte inferior esquerda há instrumentos representativos da musicalidade africana. A cultura e as tradições folclóricas, o misticismo, nela representada pelo totem, tambor e maracá. Na parte inferior esquerda há um homem de macacão e capacete, representando o extrativismo mineral (cal, calcário, bauxita e gesso).
Ao redor do escudo, encontra-se a cercadura do brasão. O lado direito, está representado um pé de arroz com cacho maduro, riqueza agrícola. Lado esquerdo, um cacho de coco babaçu, palmeira bastante comum no município, pelo fato de estar localizado na região dos cocais. Em baixo, há uma faixa azul com nomes e letras brancas, data de emancipação política do município (16 de abril de 1896). Abaixo da faixa há duas folhas de tabaco, produto extinto no município, e três plumas de algodão. Sobre o escudo há uma coroa, que indica o reino de Castela e a casa dos Bragança, representando o domínio lusitano e a chegada dos jesuítas.